# Марето
Марѐто (на италиански: Maretto; на пиемонтски: Marej, Марей) е село и община в Северна Италия, провинция Асти, регион Пиемонт. Разположено е на 240 m надморска височина. Населението на общината е 400 души (към 2013 г.).